# بناویله حاجی مینه
بناویله حاجی مینه، روستایی است از توابع بخش مرکزی شهرستان سردشت استان آذربایجان غربی ایران که بخشی از خاندان ایل گه‌ورک را در خود جای داده است.

## جمعیت
این روستا در دهستان گورک سردشت قرار داشته و بر اساس سرشماری سال ۱۳۸۵ جمعیت آن ۱۰۲ نفر (۱۹ خانوار)
بوده‌است.